# Kageneckia oblonga
Kageneckia oblonga är en rosväxtart som beskrevs av Hipólito Ruiz López och Pav.. Kageneckia oblonga ingår i släktet Kageneckia och familjen rosväxter. Inga underarter finns listade i Catalogue of Life.

## Bildgalleri

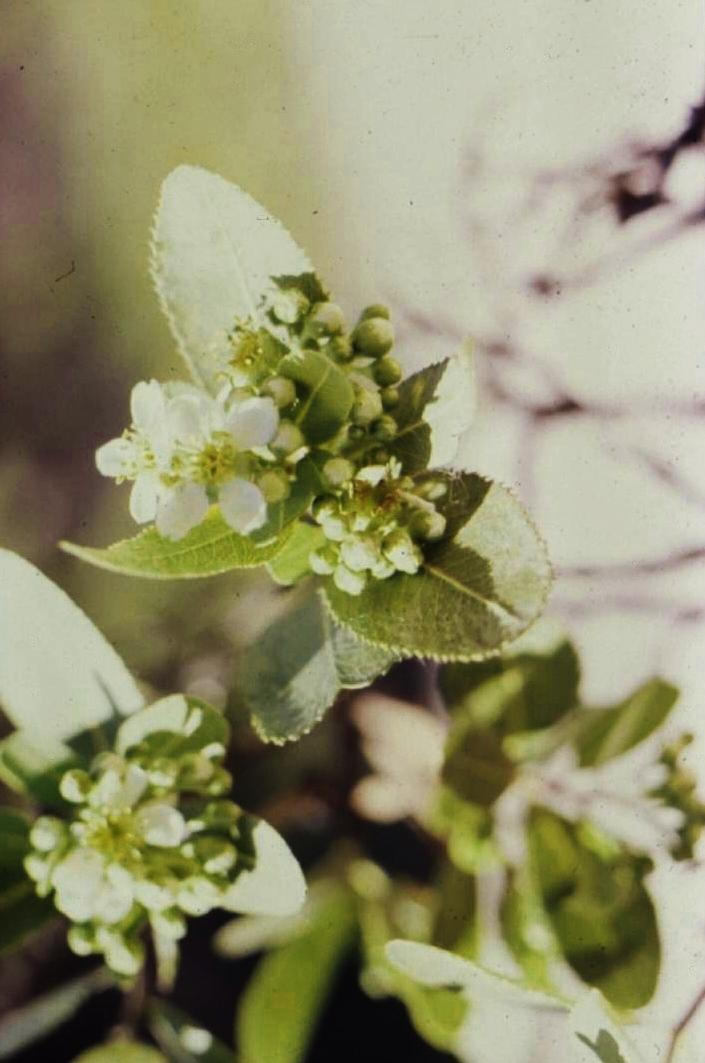
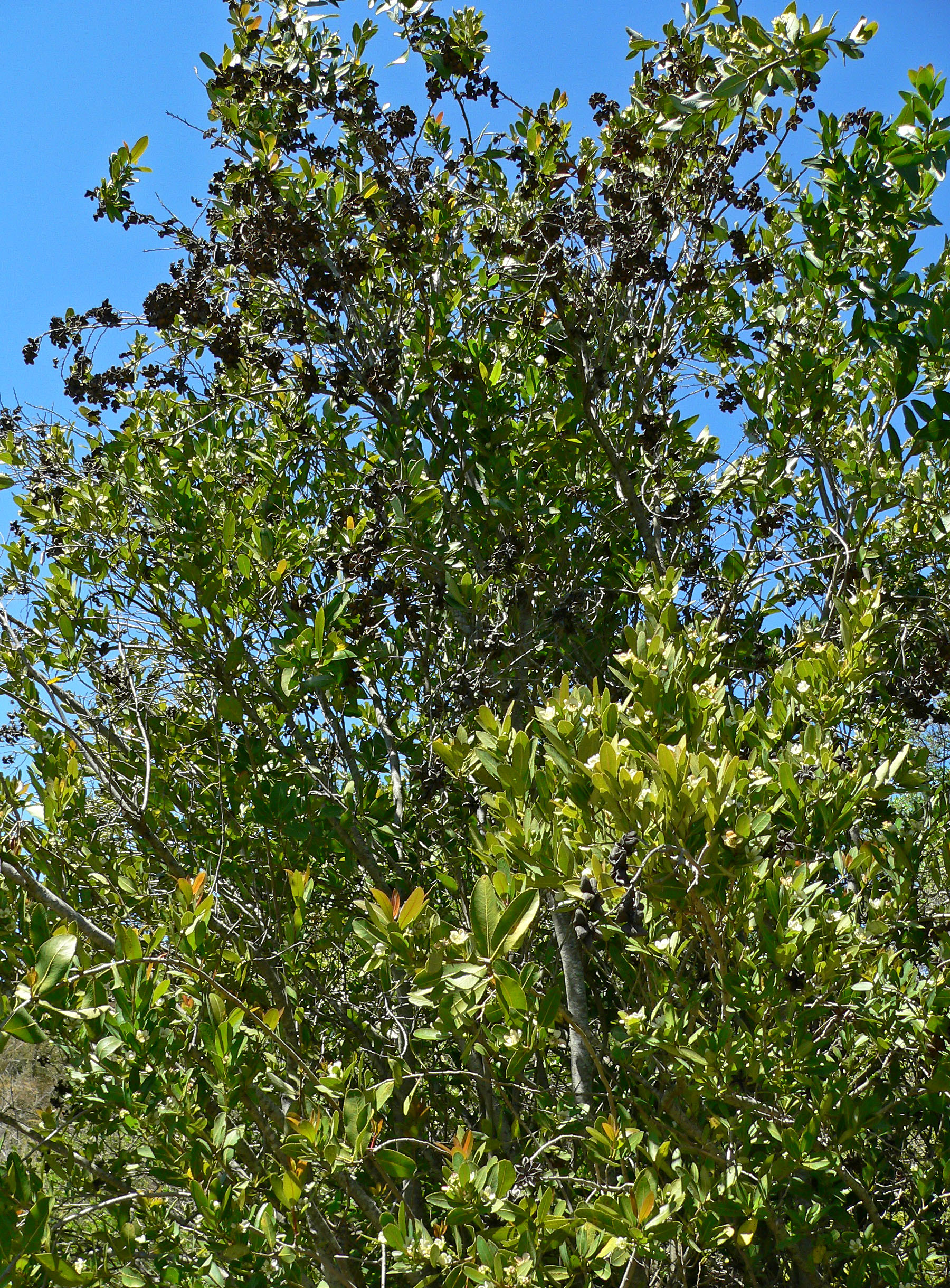
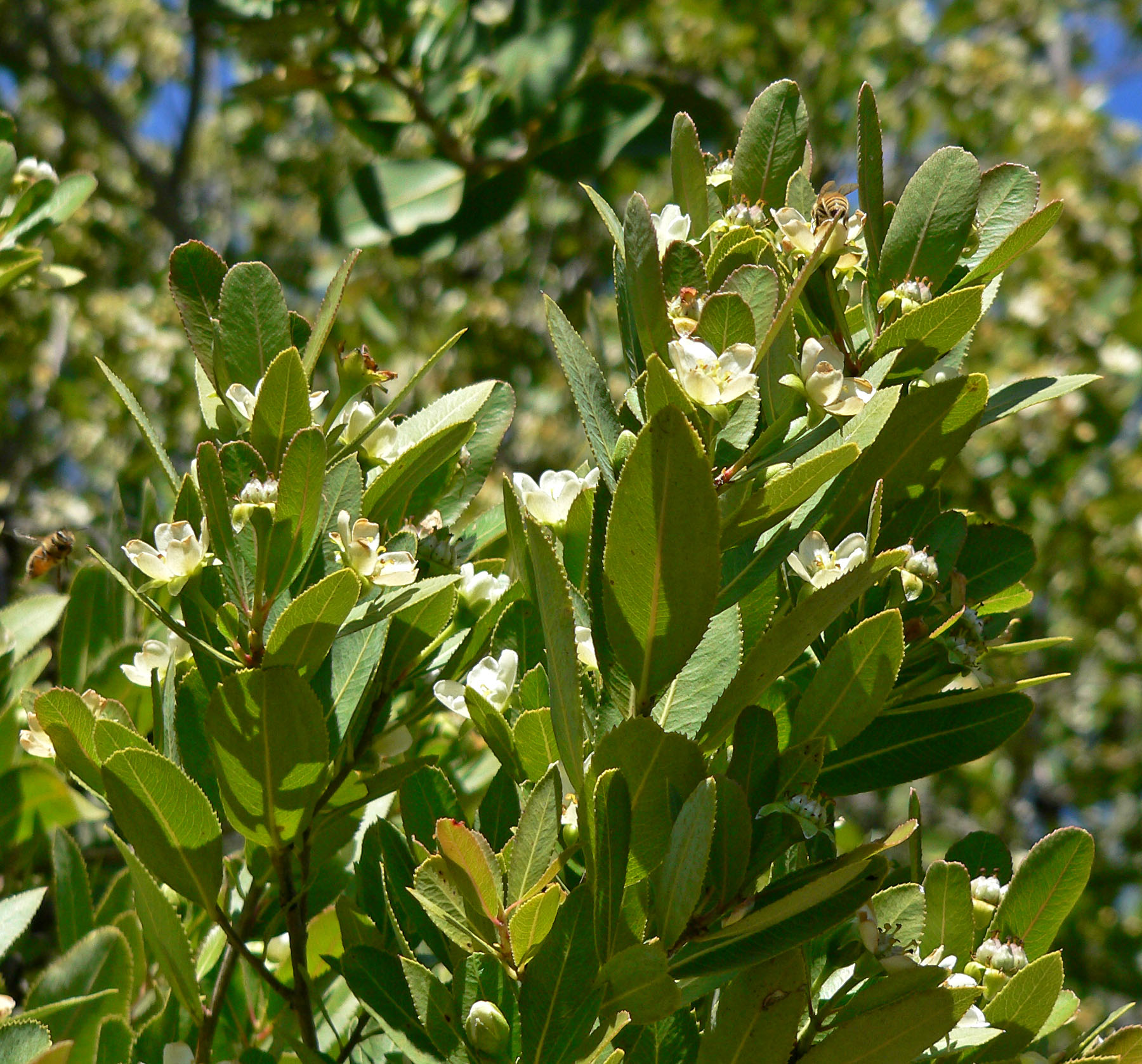
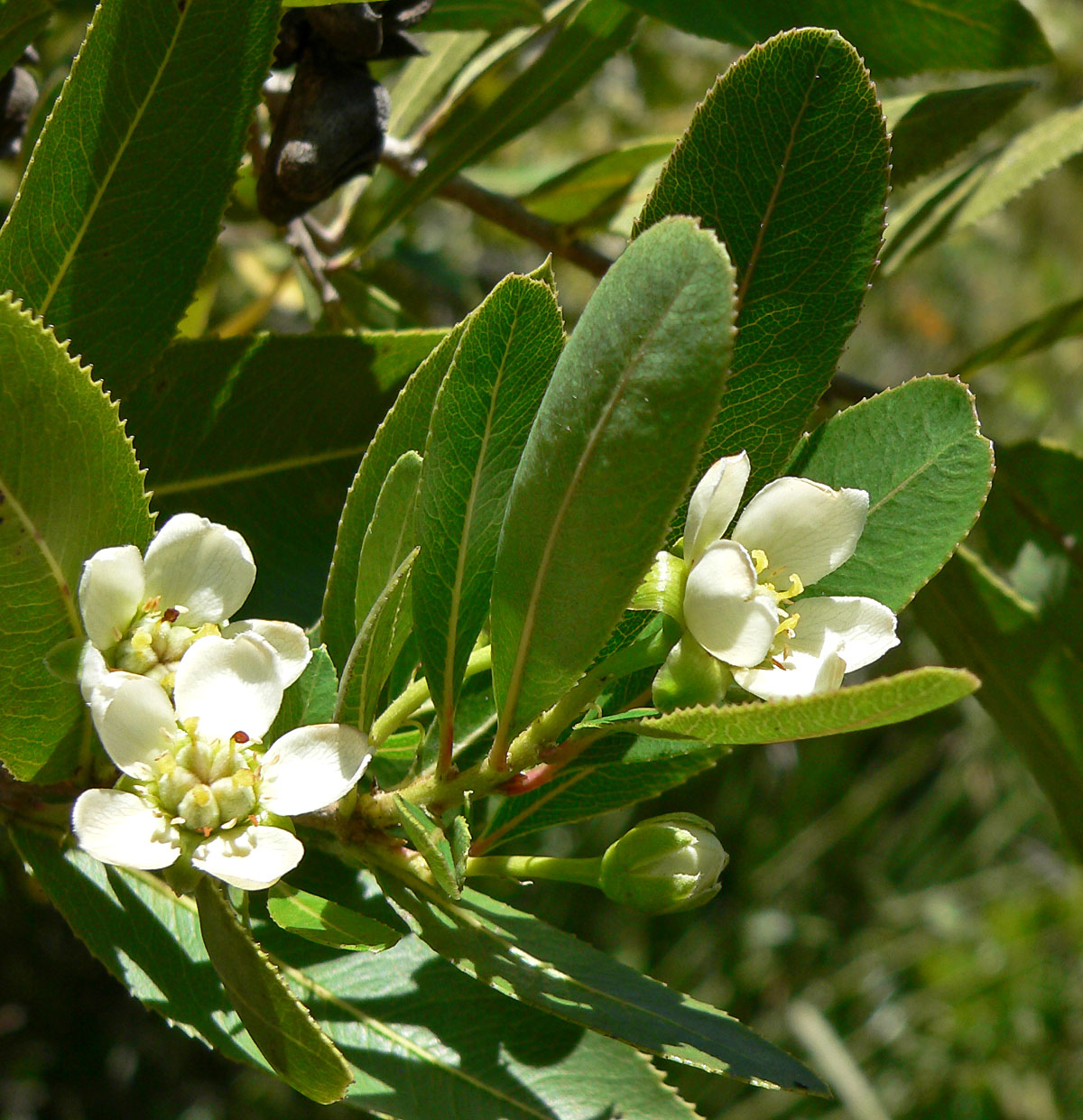
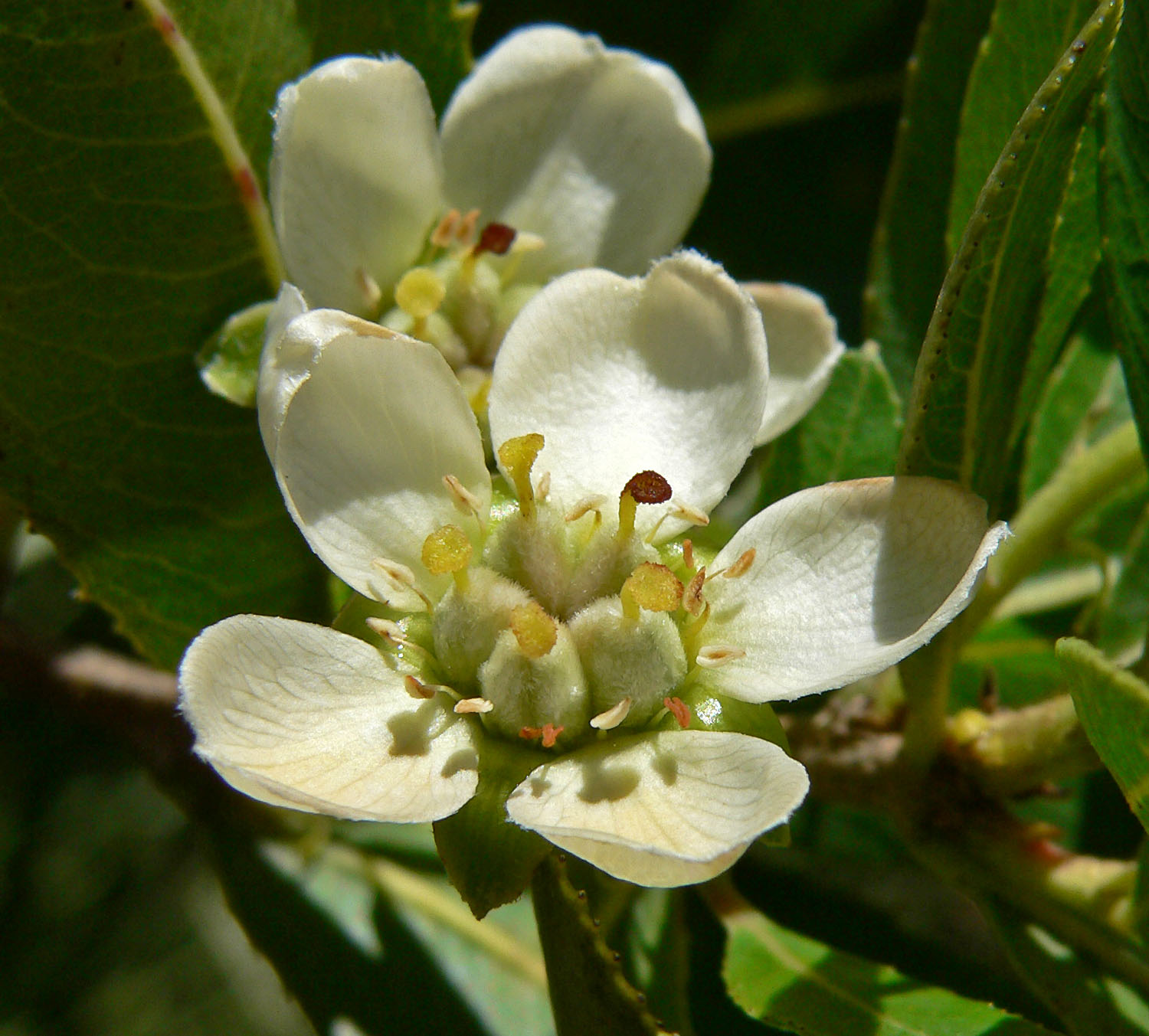
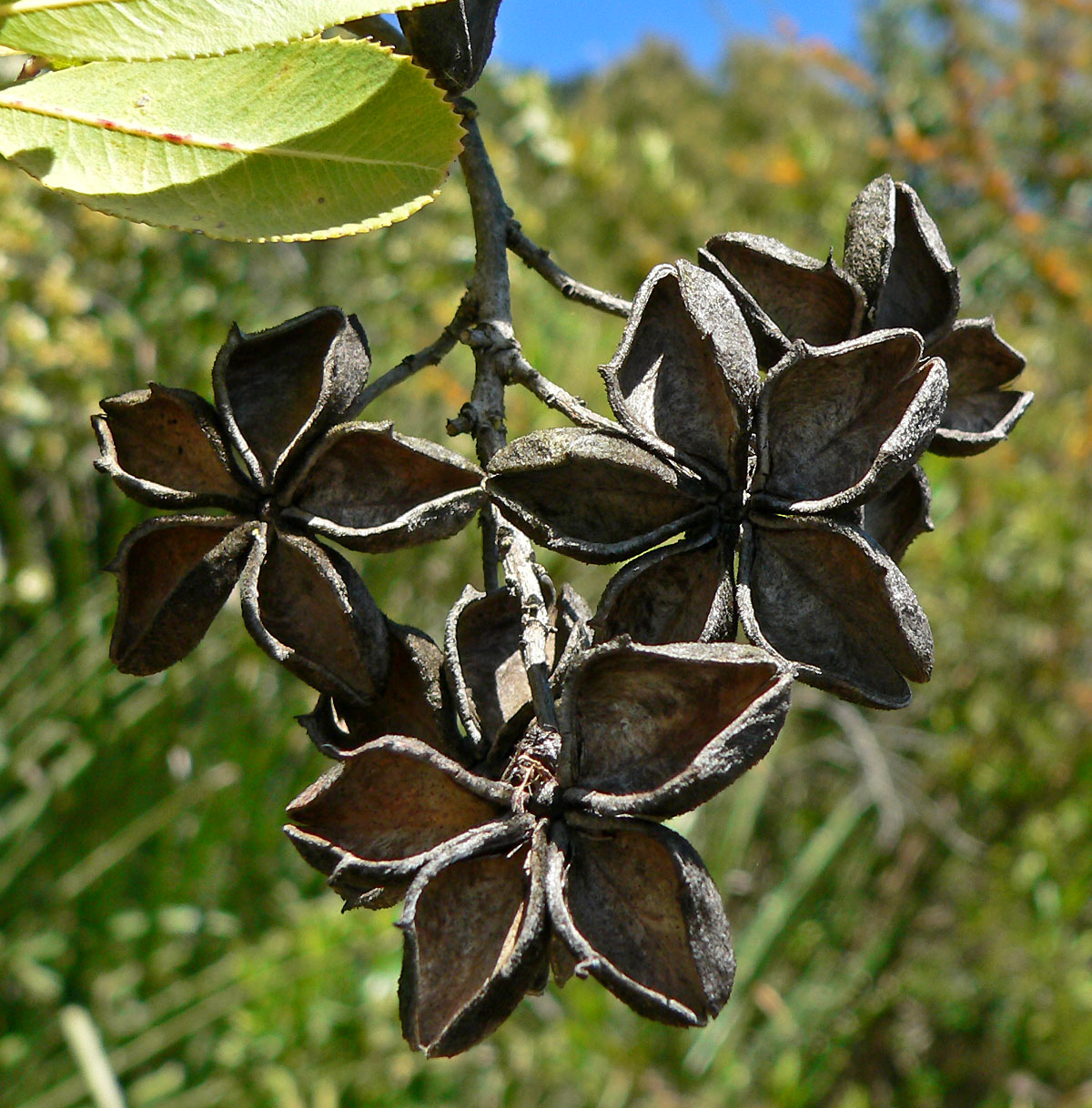